# 小型船舶操縦士
小型船舶操縦士免許（こがたせんぱくそうじゅうしめんきょ）は、日本国内において小型船舶（プレジャーボート、モーターボート、ホバークラフト、エンジン付きヨット、ヨット（総トン数5トン以上）、水上オートバイ、漁船、旅客船（海上タクシー）など）の船長となるために必要な免許。小型船舶操縦士の保有を証明して交付される公文書を小型船舶操縦免許証という。海技士のみを有している者は小型船舶の船長とはなれない。なお小型船舶操縦士での乗船履歴は、六級海技士受験の乗船履歴に算入される。

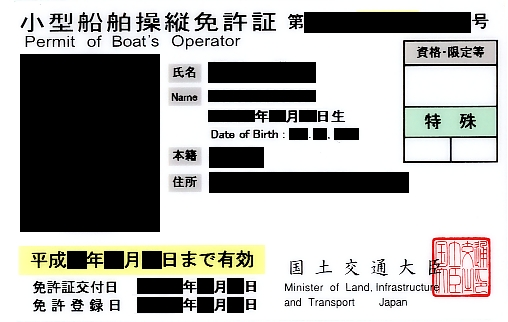
小型船舶操縦免許証(現行様式) 縦5.4cm×横8.56cm

## 小型船舶操縦士免許の区分

### 現行（2012年11月1日 - ）
主に5トン限定の廃止。
| 免許の種類                     | 船長となれる船の大きさ                                | 航行区域 | 取得可能年齢                          |
| ------------------------------ | ----------------------------------------------------- | --- | ------------------------------------- |
| 一級小型船舶操縦士             | 総トン数20トン未満または特定の条件を満たす全長24m未満 | 制限無し | 満18歳以上（満17歳9か月より受験可能） |
| 二級小型船舶操縦士             | 総トン数20トン未満または特定の条件を満たす全長24m未満 | 平水区域および海岸から5海里（約9km）以内                                                                         | 満16歳以上（満15歳9か月より受験可能） |
| 二級小型船舶操縦士(小推力限定) | 総トン数五トン未満で推進機関の出力十五キロワット未満  | 湖及び川並びに通常の海象条件の下で波浪が穏やかであり潮流が微弱である海域のうち国土交通大臣が指定する海域（湖川） | 満16歳以上（満15歳9か月より受験可能） |
| 特殊小型船舶操縦士             | 特殊小型船舶（水上オートバイ）                        | 制限無し | 満16歳以上（満15歳9か月より受験可能） |

#### 備考
- 一級または二級のみでは水上オートバイの操縦は出来ない。また、特殊のみでは水上オートバイ以外の船長にはなれない。これは四輪自動車と二輪自動車が別免許になっている自動車運転免許と同じ考え方である。
- 旅客の輸送のための船舶（遊漁船、旅客船など）の船長になるには、一級または二級の小型船舶操縦士の免許の他に「特定操縦免許[区 5]」も必要となる。これは資格認定で、飛行機の「機長」と同じ。
- 地面効果翼機については明確にされていない[区 6]。

1. 1 2  総トン数20トンを超える船舶で、1人で操縦を行う構造である、長さが24メートル未満である、スポーツ又はレクリエーションのみに用いられる（漁船や旅客船などではない）の3条件を満たすものは小型船舶に含まれる。
2. ↑  機関長や通信長を要する小型船舶の場合は、一級小型船舶操縦士の他に、海技士の資格を有する者の乗務が必要である（海技士#小型船舶における乗り組み）。
3. ↑  18歳に達するまでは5トン未満限定が付され、18歳に達した時に自動的に解除されたものとみなされる。
4. ↑  特殊小型船舶操縦士としては航行区域に制限はないが、すべての水上オートバイはその船舶としての航行区域が「海岸から2海里（約3.7km）以内（ただし、水上オートバイを降ろした地点から沿岸方向に15海里（約27.8km）以内）」と定められている。
5. ↑  "特定小型船舶操縦士"などというものは存在しない。
6. ↑  総トン数5トン未満の小型機が実用化されている。

### 過去の区分
- 2002年6月1日 - 2004年10月31日まで

主に、水上オートバイ向け特殊区分の分離。
| 免許の種類                        | 船の大きさ                          | 航行区域                                 | 取得年齢                                  |
| --------------------------------- | ----------------------------------- | ---------------------------------------- | ----------------------------------------- |
| 1級小型船舶操縦士                 | 総トン数20トン未満                  | 無制限                                   | 満18歳以上（満17歳9か月以上より受験可能） |
| 1級小型船舶操縦士(5トン限定)      | 総トン数5トン未満                   | 無制限                                   | 満18歳以上（満17歳9か月以上より受験可能） |
| 2級小型船舶操縦士                 | 総トン数20トン未満                  | 平水区域および海岸から5海里以内（約9km） | 満18歳以上（満17歳9か月以上より受験可能） |
| 2級小型船舶操縦士(5トン限定)      | 総トン数5トン未満                   | 平水区域および海岸より5海里以内（約9km） | 満16歳以上（満15歳9か月以上より受験可能） |
| 2級小型船舶操縦士(湖川小出力限定) | 総トン数5トン未満エンジン20馬力未満 | 湖・川                                   | 満16歳以上（満15歳9か月以上より受験可能） |
| 特殊小型船舶操縦士                | 水上オートバイ                      | -                                        | 満16歳以上（満15歳9か月以上より受験可能） |

- 1999年5月20日 - 2003年5月31日まで

主に5級区分の創設。
| 免許の種類                                 | 船の大きさ                          | 航行区域                                   | 取得年齢                                  |
| ------------------------------------------ | ----------------------------------- | ------------------------------------------ | ----------------------------------------- |
| 1級小型船舶操縦士                          | 総トン数20トン未満                  | 無制限                                     | 満18歳以上（満17歳9か月以上より受験可能） |
| 2級小型船舶操縦士                          | 総トン数20トン未満                  | 沿海区域および海岸から20海里以内（約37km） | 満18歳以上（満17歳9か月以上より受験可能） |
| 3級小型船舶操縦士                          | 総トン数20トン未満                  | 平水区域および海岸から5海里以内（約9km）   | 満18歳以上（満17歳9か月以上より受験可能） |
| 4級小型船舶操縦士                          | 総トン数5トン未満                   | 平水区域および海岸より5海里以内（約9km）   | 満16歳以上（満15歳9か月以上より受験可能） |
| 5級小型船舶操縦士                          | 総トン数5トン未満                   | 湖・川および海岸より1海里以内（約1.8km）   | 満16歳以上（満15歳9か月以上より受験可能） |
| 湖川小馬力5級小型船舶操縦士（限定5級免許） | 総トン数5トン未満エンジン10馬力未満 | 湖・川および指定区域                       | 満16歳以上（満15歳9か月以上より受験可能） |

- 1974年5月25日 - 1999年5月19日まで

| 免許の種類        | 船の大きさ         | 航行区域                                   | 取得年齢   |
| ----------------- | ------------------ | ------------------------------------------ | ---------- |
| 1級小型船舶操縦士 | 総トン数20トン未満 | 無制限                                     | 満18歳以上 |
| 2級小型船舶操縦士 | 総トン数20トン未満 | 沿海区域および海岸から20海里以内（約37km） | 満18歳以上 |
| 3級小型船舶操縦士 | 総トン数20トン未満 | 平水区域および海岸から5海里以内（約9km）   | 満18歳以上 |
| 4級小型船舶操縦士 | 総トン数5トン未満  | 平水区域および海岸より5海里以内（約9km）   | 満16歳以上 |

## 試験
- 各地で不定期に行われている。学科試験は、一級、二級、特殊では四肢択一、二級（湖川小出力限定）では正誤式で出題される。

### 教習及び試験科目
身体検査
1. 視力＝両眼ともに0.5以上（矯正視力可、片眼の視力が0.5に満たない場合、0.5以上見えるほうの眼の視野が150度以上あること）
2. 色覚＝夜間において船舶の灯火（赤、緑、白）が識別できること
3. 聴力＝5m以上離れた距離で話声語が識別できること（矯正可）
4. 疾病及び身体機能の障害

学科
合格基準は各科目50%以上、総合65%以上である。
- 一般科目

1 小型船舶操縦者の心得及び遵守事項
（一級、二級、特殊は12問出題（6問以上合格）、二級（湖川小出力限定）は10問出題（5問以上合格））
```
- 一級、二級、二級（湖川小出力限定）、特殊は 水上交通の特性、小型船舶操縦者の心得、小型船舶操縦者の遵守事項
```

2 交通の方法
（一級、二級は14問出題（7問以上合格）、二級（湖川小出力限定）は8問出題（4問以上合格）、特殊は10問出題（5問以上合格）
```
- 一級、二級は一般海域での交通の方法、港内での交通の方法、特定海域での交通の方法、湖川及び特定水域での交通の方法、二級（湖川小出力限定）、特殊は一般水域での交通の方法、湖川及び特定水域での交通の方法、港内での交通の方法
```

3 運航
（一級、二級は24問出題（12問以上合格）、二級（湖川小出力限定）は12問出題（6問以上合格）、特殊は18問出題（9問以上合格））
```
- 一級、二級は操縦一般、航海の基礎、船体、設備及び装備品、機関の取扱い、気象及び海象、荒天時の操縦、事故対策、二級（湖川小出力限定）は操縦一般、航方の基礎知識、点検及び保守、気象及び海象の基礎知識、事故対策、特殊は運航上の注意事項、操縦一般、航海の基礎、点検及び保守、気象及び海象の基礎知識、事故対策
```

- 上級科目

4 上級運航I
（一級のみの科目。8問出題（4問以上合格））
```
- 航海計画、救命設備及び通信設備、気象及び海象、荒天航法及び海難防止
```

5 上級運航II
（一級のみの科目。6問出題（3問以上合格））
```
- 機関の保守整備、機関故障時の対処
```

実技
1 小型船舶の取扱い
```
- 一級、二級は発航前の準備及び点検、解纜（らん。係留を解く）及び係留、結索、方位測定、二級（湖川小出力限定）は発航前の準備及び点検、解纜及び係留、結索、特殊は発航前の準備及び点検、結索
```

2 操縦
（一級、二級は基本操作と応用操縦に分かれる）
```
- 基本操作は安全確認（見張り及び機関の状態確認）、発進、直進及び停止、後進、変針、旋回及び連続旋回、応用操縦は回頭（五トン限定無し）、人命救助、避航操船、離岸及び着岸、二級（湖川小出力限定）は安全確認、発進、直進及び停止、変針、旋回、人命救助、離岸及び着岸、特殊は安全確認、発進、直進及び停止、旋回及び連続旋回、危険回避、人命救助
```

実技試験は一級、二級は総トン数5トン未満、長さ4メートル以上、9メートル未満の滑走型船を、二級（湖川小出力）は推進機関の出力が15kW未満、総トン数5トン未満、長さ3メートル以上、9メートル未満の船外機船を、特殊は定員3名の水上オートバイを用いて行われる。

### 海技士有資格者の科目免除
- 海技士 (航海)および海技士 (機関)併有の場合

学科試験のうち「交通の方法」「運航(特殊の「運航」は除く)」「上級運航Ⅰ及びⅡ」が科目免除となる。
- 海技士(航海)保有の場合

学科試験のうち「交通の方法」「運航（特殊の「運航」は除く）」「上級運航Ⅰ」が科目免除となる。
- 海技士(機関)保有の場合

学科試験のうち「上級運航Ⅱ」が科目免除となる。

## 免許取得方法の選択肢
大きく分けて2つある。ひとつは通称「受験コース」と呼ばれるもので、もうひとつは「教習所コース」と呼ばれるものである。「受験コース」とは、試験機関（一般財団法人日本海洋レジャー安全・振興協会）実施の身体検査・学科試験・実技試験を受ける方法のことである。
国家試験受験コース
簡単に例えると自動車の運転免許において自動車教習所に通うのではなく、『練習所』などで練習しすべての試験は免許センターで受ける方法である。具体的には一般的なのはボート免許「スクール」に参加し、座学講習とスクールの船を使った実技講習を受け、復習（試験勉強）をした後に、本試験に臨む方法である。
また上述とは別に、全てスクールに頼らず独学で勉強し試験に臨む方法もある。だが、この独学方式では学科試験はともかくとして、実技試験の準備のためには身近に小型船舶操縦士がいて船舶の操縦を適切に指導してくれる必要があり また、受験者つまり免許未保有者が港則法や海上交通安全法の適用水域で免許保有者が監視・指導の上であっても無免許運転となり、操船練習する場合にはこれらの法が適用されない水域まで行く必要がある。操船した場合には運転者は無免許運転、同乗している免許保有者（指導者）は無免許運転幇助の罪に問われる。
免許スクール等での指導員は、免許未保有者の操船について監視、指導を行うことができる免許（小型船舶操縦指導員）を国土交通大臣から別に受けているので罪には問われない。
このような点からすべてを独学での方法はあまり一般的ではないとされる。
しかしその一方で、DVD教材を使って実技試験の勉強を行い、合格する例も少なからずある。
教習所コース
「教習所コース」は、「国家試験免除講習」を利用する方法である（下節に説明）。

## 国家試験免除講習
国土交通省に登録されている登録小型船舶教習所のこと。水産・海洋系高校（約40校）、海上技術学校及び海上技術短期大学校等（約7校）の他、一般財団法人日本船舶職員養成協会を代表に各種民間企業等（約50団体）がある。それらの登録小型船舶教習所に入校（学校においては入学）して、免許取得を目指すコースである。法では小型船舶操縦士養成施設と呼ばれる。
法律に定められたカリキュラムを履修し、国家試験と同じ内容の修了試験に合格すると修了となる。その修了証明書と必要書類を添付して一般財団法人日本海洋レジャー安全・振興協会に受検申請を行うと、国家試験のうち、学科試験と実技試験が免除され身体検査のみの受検となる。

### 費用と講習期間

#### 民間の登録小型船舶教習所
各教習所において値段はまちまちである。
1級小型船舶操縦士
学科・実技講習料：約7～12万円、受験・免許申請代行料：約6,000円、法定費用（身体検査料：約3,200円、学科試験料：約5,900円、実技試験料：約18,600円、免許交付印紙代：2,000円）計約29,700円で合計約12万～18万円。
学科講習24時間、実技講習12時間（但し、マンツーマンの実技講習の場合は最短4時間）学科試験2時間20分、実技試験約25分の最短教習4日、通常5日で取得可能。
1級進級における旧3級、旧4級及び2級所持者は学科教習12時間、実技教習免除、学科試験70分、実技試験免除。
2級小型船舶操縦士
学科・実技講習料：約4～9万円、受験・免許申請代行料：約6,000円、法定費用（身体検査料：約3,200円、学科試験料：約3,000円、実技試験料：約18,600円、免許交付印紙代：1,800円）計約26,600円で合計約10～15万円。
学科講習12時間、実技講習12時間（但し、マンツーマンの実技講習の場合は最短4時間）学科試験1時間10分、実技試験約25分、3日で取得可能。
特殊小型船舶操縦士（水上オートバイ）
学科・実技講習料：約22,000円、受験・免許代行申請料：約5,600円、法定費用（身体検査料：約3,200円、学科試験料：約2,600円、実技試験料：約16,000円、登録免許税：1,500円）計約23,300円で合計約5万～8万円
学科講習6時間、実技講習1時間30分、学科試験50分、実技試験約30分、最短2日で取得可能。

#### 水産・海洋系高校の場合
水産・海洋系高校の場合、カリキュラムの中での講習となるため、講習料はかからない。1級または2級および特殊小型船舶操縦士あわせて　法定費用：計約3万円のみ。
ただし水産・海洋系高校の場合、卒業しなければ資格取得できない。1級、2級および特殊のどの登録小型船舶教習所として登録してあるかによって取得できる免許が異なる。なお、1級または2級の登録小型船舶教習所の認定を受けている水産高校では大抵、下の説明にある小型旅客安全講習をカリキュラムの中で講習するため特定操縦免許もついている。

#### 商船高専・商船系大学の場合
各学校により条件が異なる。

#### 官公庁
防衛省と海上保安庁では運用する小型船舶を操縦する人員を内部養成している。費用は全て国が負担する。
防衛省では海上自衛隊第1術科学校が教習所の指定を受けており、海上自衛官に対し一級の教育を行っている。
海上保安庁では海上保安大学校と海上保安学校が教習所の指定を受けており、海上保安官に対し教育を行っている。

## 小型船舶操縦士特定操縦免許
旅客を運送する小型船舶（旅客船、遊漁船等）の操縦者のために必要な資格。特定操縦免許講習を修了)し取得する。

## 特定操縦士免許講習
北海道における小型旅客船の重大事故を受け「海上運送法等の一部を改正する法律」による船舶職員及び小型船舶操縦者法が改正され、令和6年4月よりそれまでの「小型旅客安全講習（救命科目7時間以上）」の制度が大幅改定され、新たな特定操縦士免許制度として開始された。新制度では、小型旅客安全講習の内容に加え、船長の心得や出航判断能力に関わる知識等（小型学科科目4時間以上）及び旅客船の安全運航に必要な操船技術に関わる乗船実習（小型実技科目4時間以上）が加わり、合計3科目15時間以上の課程を受講するとともに、学科/実技共、修了試験に合格しなければならない。(旧制度資格保持者の無試験自動移行は無い不利益変更となる)
新制度では、特定操縦士免許を取得する必要があると同時に、乗船履歴により資格が制限される。
- 「沿海区域以遠を航行する総トン数200トン未満の船舶に於いて、船長、航海士または甲板員として1年以上乗務した経験」が証明できる場合、旧制度と同様の限定の無い特定操縦士として乗務ができる。免許証には、特定表示の箇所に水色背景の「特定全」の表示がされる。
- 上述の一定の乗船履歴がない場合、限定免許となり、小型旅客船・遊漁船に船長として乗船できる航行区域が平水区域に限定される。免許証には、特定表示の箇所に、黄色背景にて「特定限」の表示がされる。この場合も、資格取得後に所定の乗船履歴を積むことにより、国土交通大臣へ「履歴限定解除」手続きを行い全ての航行区域で乗船可能な「特定全」の免許を取得することができる。

旧制度(小型旅客安全講習)資格保持者の扱い
- 令和6年3月31日までに旧制度の特定操縦免許を取得していた場合、経過措置として令和8年3月31日までは特別な手続きをすることなく、引き続き小型旅客船・遊漁船に船長として業務に従事できる。新制度への移行講習を受けることなく、その期間内に免許の更新を受けた場合、新しい免許証には、旧制度を示すため特定表示の箇所が「特定」の文字とともに赤い背景になる。
- 旧制度の「小型旅客安全講習」の資格を持っている者が、経過措置終了後も引き続き旅客船の船長として乗務する場合には、経過措置終了までに特定操縦士免許移行講習を受け、現行の制度の免許を取得する必要がある。その場合、旧制度の「小型旅客安全講習」に含まれていた救命科目が免除される。移行期限までに移行を修了しない場合は、期限以後旅客船の船長として乗務ができなくなるが、その場合でも随時移行講習を修了することで新制度資格に移行することができる。
- 特定操縦士免許移行講習を受ける場合に於いて、小型旅客船・遊漁船の船長として3ヶ月以上の乗船履歴がある者は、所定の証明書を提出することによって移行講習のうち実技講習およびその修了試験を免除することができる。
- 経過措置期間内に於いては、旧制度資格者は引き続き航行区域に制限のない特定全免許相当として業務に常時できるが、経過措置期間内に移行講習を受け新制度免許に移行した場合、その時点で指定されている限定条件が適用されるため、限定免許になる場合は経過措置中であっても航行区域の制限を受ける。